# Nolina cismontana
Nolina cismontana là một loài thực vật có hoa trong họ Măng tây. Loài này được Dice mô tả khoa học đầu tiên năm 1995.

## Hình ảnh

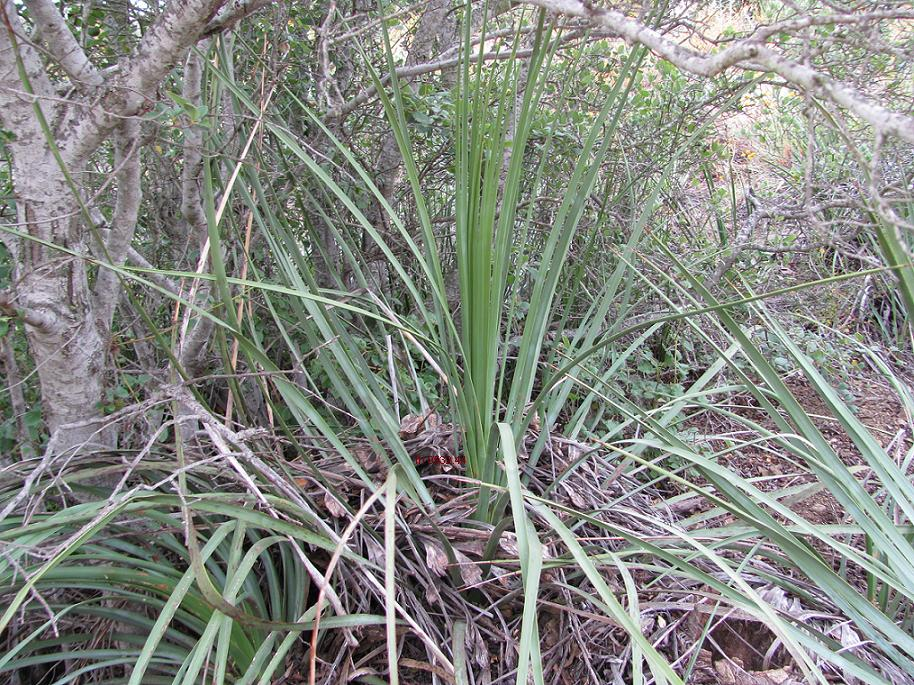
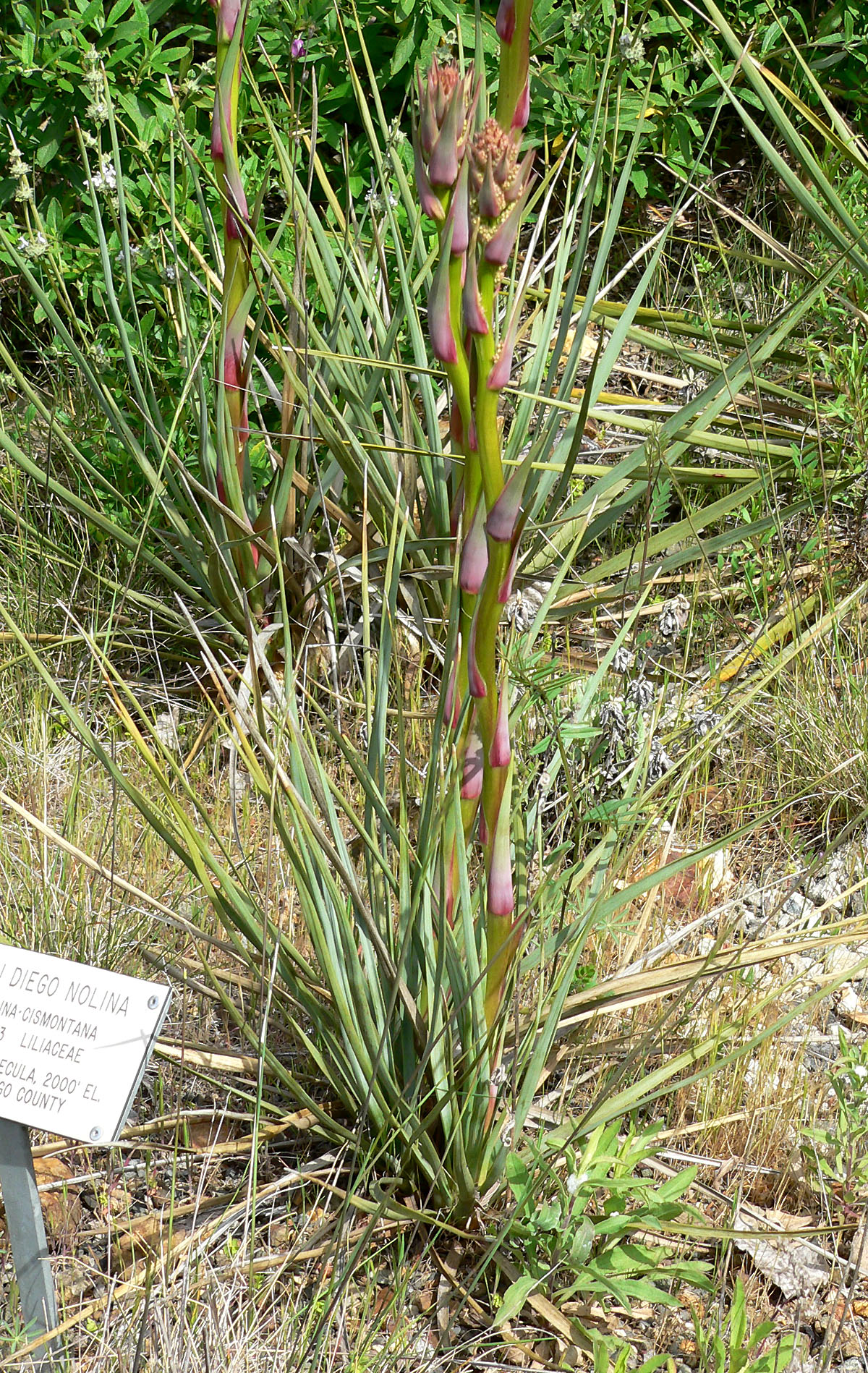
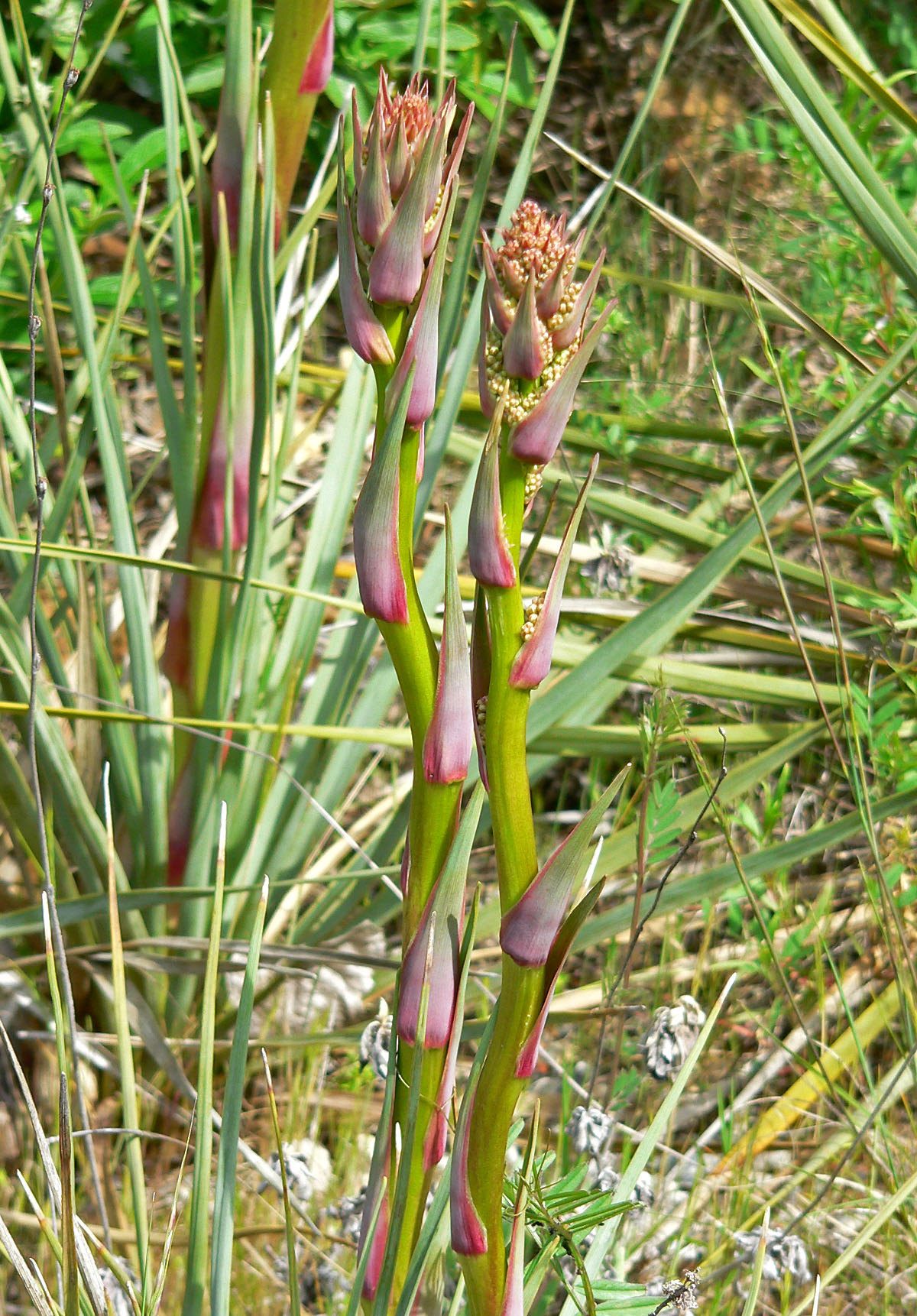
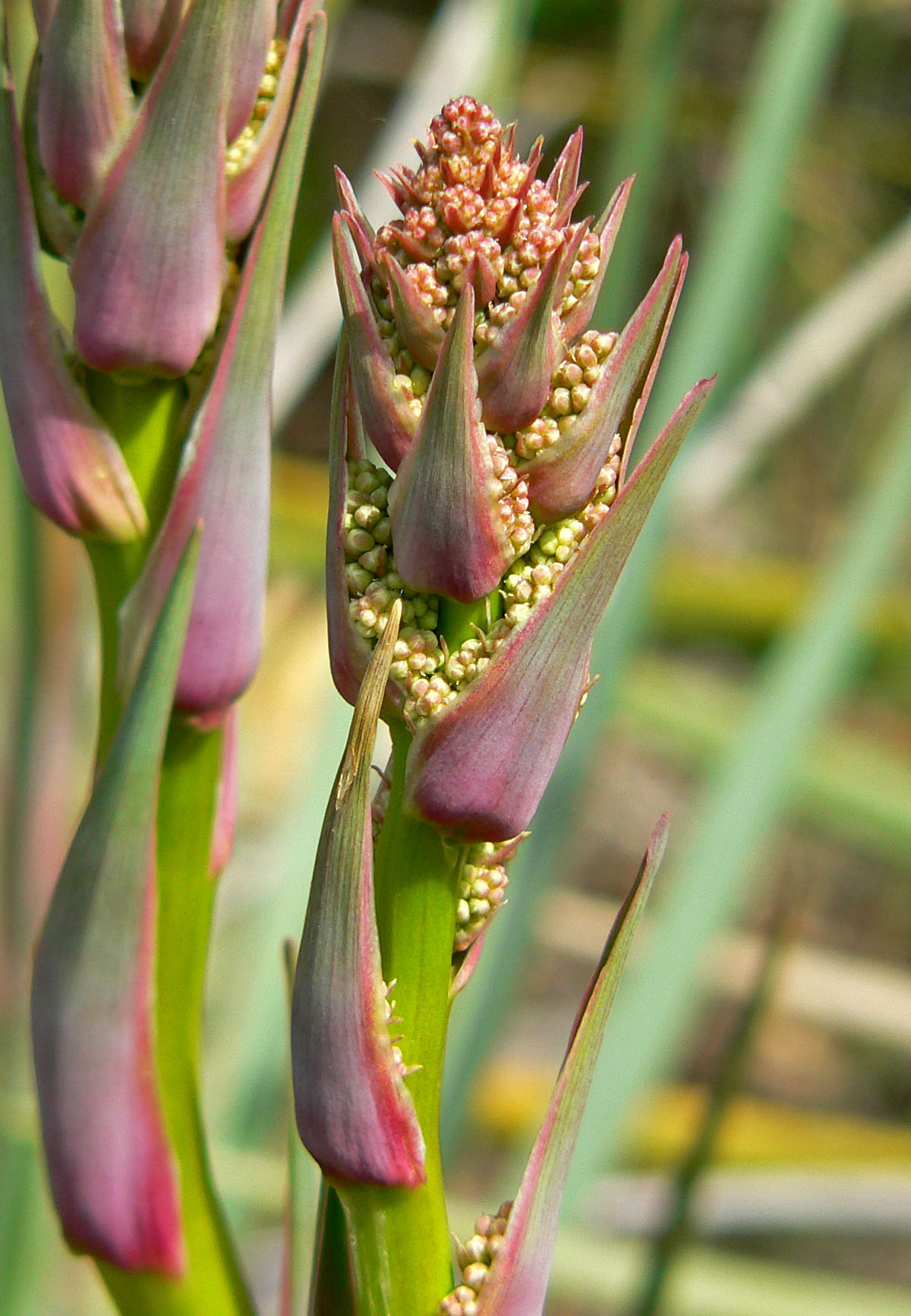